# صولا (آل سلمة)
جبل صُوْلَا (بضم الصاد المهملة وسكون الواو، ثم لام وألف) هو جبل في السراة بين وادي ذبوب ووادي كتفا في ديار قبيلة بلقرن غربي قرى آل سلمة في محافظة بلقرن في منطقة عسير في المملكة العربية السعودية.